# Tampichthys erimyzonops
Tampichthys erimyzonops és una espècie de peix cipriniforme de la família dels ciprínids.